# شهرستان دیکلب (آلاباما)
شهرستان دیکلب، آلاباما (به انگلیسی: DeKalb County, Alabama) شهرستانی در ایالات متحده آمریکا است که در آلاباما واقع شده‌است.

## خصوصیات
شهرستان دیکلب ۲٬۰۱۷٫۶۱ کیلومترمربع مساحت دارد.